# U-963
Unterseeboot 963 foi um submarino alemão do Tipo VIIC, pertencente a Kriegsmarine que atuou durante a Segunda Guerra Mundial.

## Comandantes
| Comandante              | Data                                        |
| ----------------------- | ------------------------------------------- |
| Oblt. Karl Boddenberg   | 17 de fevereiro de 1943 - dezembro de 1944  |
| Oblt. Werner Müller     | 13 de agosto de 1944 - 21 de agosto de 1944 |
| Oblt. Rolf-Werner Wentz | dezembro de 1944 - 20 de maio de 1945       |

## Subordinação
Durante o seu tempo de serviço, esteve subordinado às seguintes flotilhas:
| Período                                       | Flotilha                                   |
| --------------------------------------------- | ------------------------------------------ |
| 17 de fevereiro de 1943 - 31 de julho de 1943 | 5. Unterseebootsflottille (treinamento)    |
| 1 de agosto de 1943 - 31 de outubro de 1944   | 1. Unterseebootsflottille (serviço ativo)  |
| 1 de novembro de 1944 - 8 de maio de 1945     | 11. Unterseebootsflottille (serviço ativo) |

## Operações conjuntas de ataque
O U-963 participou das seguinte operações de ataque combinado durante a sua carreira:
- Rudeltaktik Siegfried (22 de outubro de 1943 - 27 de outubro de 1943)
- Rudeltaktik Siegfried 2 (27 de outubro de 1943 - 30 de outubro de 1943)
- Rudeltaktik Körner (30 de outubro de 1943 - 2 de novembro de 1943)
- Rudeltaktik Tirpitz 2 (2 de novembro de 1943 - 8 de novembro de 1943)
- Rudeltaktik Eisenhart 5 (9 de novembro de 1943 - 15 de novembro de 1943)
- Rudeltaktik Igel 2 (3 de fevereiro de 1944 - 17 de fevereiro de 1944)
- Rudeltaktik Hai 2 (17 de fevereiro de 1944 - 22 de fevereiro de 1944)
- Rudeltaktik Preussen (22 de fevereiro de 1944 - 14 de março de 1944)

## Afundamento
Após a rendição da Alemanha aos Aliados, foi emitida ordem a todos os submarinos para se entregarem. Rolf Werner Wentz não acatou as ordens, e ao invés, rumou a Portugal, país neutro, e no qual demorou 8 dias a percorrer os 4500km que separam o mar da Irlanda da costa Nazarena. Após chegarem, no dia 20 de maio de 1945, 3 tripulantes foram a terra num bote de borracha contactarem com as autoridades marítimas, informando que o submarino iria ser afundado e que já estava naquele momento com água aberta, e pedindo para os tripulantes serem recolhidos do submarino. Uma embarcação da Capitania foi ao encontro do submarino e resgatou os tripulantes e o comandante. Por volta das 10h30 da manhã, o U-963 afundou-se a sul sudueste a cerca de 500 metros do farol da Nazaré. Toda a tripulação (48 homens) foi acolhida em Portugal e foi finalmente transferida para cativeiro britânico.
Os destroços jazem a uma profundidade aproximada de 110 metros, a cerca de 500 metros a sul sudoeste do farol, junto ao canhão da Nazaré. Em 2004 a presença dos destroços foi confirmada através de sonar de varrimento lateral, e onde se pôde constatar através das imagens de sonar que o submarino jaz tombado sobre o seu lado direito, e aparentando estar em bom estado apesar da torre de comando se ter separado do casco do submarino, jazendo a poucos metros de distância. Duas tentativas de alcançar os destroços por meio de um submersível tripulado foram feitas, e apesar de na ultima tentativa, o submersível ter estado a menos de 15 metros do U-963, o contacto não foi possível devido à grande turbulência e suspensão de sedimentos presentes no local.

## Coordenadas
Os destroços localizam-se 39°36′N 09°05′W